# El esqueleto de la señora Morales
Pour plus de détails, voir Fiche technique et Distribution.
El esqueleto de la señora Morales est une comédie noire mexicaine réalisée par Rogelio A. González et sortie en 1960. Il s'agit d'une adaptation de la nouvelle britannique The Islington Mystery d'Arthur Machen, publiée en 1927, elle-même inspirée de l'histoire vraie de Hawley Harvey Crippen.
Le film a été classé 19e sur la liste des 100 meilleurs films mexicains de tous les temps, publiée en juillet 1994 dans le magazine Somos d'après l'opinion de 25 critiques et spécialistes du cinéma au Mexique.

## Synopsis
Pablo Morales est un joyeux taxidermiste qui vit avec sa femme Gloria, amère, infirme, obsessionnelle et extrêmement religieuse. Pablo veut avoir des enfants, mais Gloria n'en veut pas. Gloria repousse constamment ses avances amoureuses et le rabaisse constamment en lui disant qu'il pue comme un animal mort. Sa principale raison d'être semble être d'ennuyer malicieusement son mari. Pablo a économisé de l'argent pour acheter un appareil photo, mais Gloria prend l'argent que Pablo économisait et en fait don à l'église, ce qui entraîne un conflit avec le prêtre local. Gloria accuse à tort Pablo d'ivrognerie et d'abus. Pablo obtient son appareil photo, mais Gloria fait exprès de le détruire, ce qui s'avère être la goutte d'eau qui fait déborder le vase. Pablo se venge en l'empoisonnant. Il dissèque ensuite le corps de Gloria et place son squelette dans la vitrine de son magasin. La police et le prêtre local ont des soupçons et Pablo est jugé, mais il réussit à échapper à la justice des hommes (mais pas à celle de Dieu).

## Fiche technique
- Titre original : El esqueleto de la señora Morales[2]
- Réalisation : Rogelio A. González
- Scénario : Luis Alcoriza
- Photographie : Victor Herrera
- Montage : Jorge Busto
- Musique : Raúl Lavista
- Décors : Edward Fitzgerald
- Maquillage : Ana Guerrero
- Production : Sergio Kogán, Armando Espinosa
- Sociétés de production : Alfa Film S.A.
- Pays de production :  Mexique
- Langue originale : espagnol
- Format : Noir et blanc - 1,85:1 - Son mono - 35 mm
- Genre : Comédie noire
- Durée : 97 minutes
- Dates de sortie : 
  - Mexique : 26 mai 1960
  - France : 3 avril 2024

## Distribution
- Arturo de Córdova : Dr. Pablo Morales
- Amparo Rivelles : Gloria Morales
- Elda Peralta : Señorita Castro
- Guillermo Orea (es) : le professeur
- Rosenda Monteros : Meche
- Luis Aragón (es) : Elodio
- Mercedes Pascual (es) : Lourditas Mendiolea
- Antonio Bravo : Padre Artemio Familiar
- Angelines Fernández : Clara, la sœur de Gloria

## Exploitation
Le film est présenté dans la section Cannes Classics du Festival de Cannes 2023.